# Feliks Joszt
Feliks Julian Joszt (ur. 14 grudnia 1872 w Tarnopolu, zm. 1940 w ZSRR) – polski sędzia,  pułkownik audytor Wojska Polskiego II RP, działacz społeczny, ofiara zbrodni katyńskiej.

## Życiorys
Urodził się 14 grudnia 1872 w Tarnopolu jako syn Franciszka. W 1891 ukończył VIII klasę i zdał egzamin dojrzałości w C. K. Wyższym Gimnazjum w Tarnopolu (w jego klasie był m.in. Erazm Semkowicz).
Wstąpił do c. k. służby sądowniczej w Galicji. Od około 1897 do około 1899 był auskultantem w C. K. Wyższym Sądzie Krajowym we Lwowie. Od około 1899 był adjunktem w C. K. Sądzie Powiatowym w Zaleszczykach, następnie od około 1908 był tam sekretarzem, a od około 1909 do 1918 sędzią powiatowym. Równolegle od około 1902 do około 1906 był członkiem dyrekcji Powiatowej Kasy Oszczędności w Zaleszczykach.
We Lwowie działał w stowarzyszeniu muzycznym „Echo”, był wybierany sekretarzem wydziału w styczniu 1893 i w styczniu 1894, członkiem komisji rewizyjnej w marcu 1898. 18 listopada 1893 został wybrany do podwydziału Czytelni Akademickiej we Lwowie. W Zaleszczykach był sekretarzem prezydium koła Towarzystwa Szkoły Ludowej (w zarządzie zasiadała Leontyna Josztowa). Był działaczem gniazda Polskiego Towarzystwa Gimnastycznego „Sokół” w Zaleszczykach, wybierany zastępcą prezesa wydziału na początku 1901, członkiem wydziału 12 lutego 1908, w 1913 ponownie był prezesem.
Podjął służbę w C. K. Armii jako jednoroczny ochotnik 30 pułku piechoty we Lwowie i w tym charakterze we wrześniu 1897 zdał z odznaczeniem egzamin oficerski. Został mianowany podporucznikiem piechoty w rezerwie z dniem 1 stycznia 1898. W kolejnych latach był przydzielony do 30 pułku piechoty do około 1905. Następnie został przeniesiony do C. K. Obrony Krajowej i zweryfikowany w stopniu podporucznika piechoty w grupie oficerów nieaktywnych z dniem 1 stycznia 1898. Od około 1906 do około 1907 był przydzielony do 20 pułku piechoty obrony krajowej w Stanisławowie.
Po wybuchu I wojny światowej w sierpniu 1914 został wiceprezesem Komitetu powiatu zaleszczyckiego Naczelnego Komitetu Narodowego.
Po odzyskaniu przez Polskę niepodległości został przyjęty do Wojska Polskiego. W 1919 i w 1920 bpełnił wówczas służbę w Prokuraturze przy Sądzie Wojskowym Okręgu Generalnego „Kraków” na stanowisku podprokuratora. Dekretem z 22 maja 1920 został zatwierdzony w grupie oficerów byłej armii austro-węgierskiej w stopniu podpułkownika w korpusie sądowym z dniem 1 kwietnia 1920. 3 maja 1922 został zweryfikowany w stopniu pułkownika ze starszeństwem z dniem 1 czerwca 1919 roku i 9. lokatą w korpusie oficerów sądowych. 2 lipca 1922 został mianowany sędzią Najwyższego Sądu Wojskowego w Warszawie. Przed 1928 został przeniesiony w stan spoczynku. W 1934 jako pułkownik w stanie spoczynku pozostawał w ewidencji Powiatowej Komendy Uzupełnień Lwów Miasto.
Jako emerytowany oficer zamieszkiwał we Lwowie. W tym mieście w latach 20. i 30 działał w ruchu śpiewaczym i muzycznym (jako śpiewacy występowali tam Joszt i Maria Joszt-Łozińska). Na początku listopada 1928 został wybrany prezesem zarządu „Echa–Macierzy” we Lwowie. Jako emerytowany oficer pełnił funkcję sekretarza wydziału Małopolskiego Związku Polskich Towarzystw Śpiewaczych i Muzycznych we Lwowie (działającego przy ul. Piłsudskiego 23), ponownie wybrany 12 marca 1935 (prezesem tegoż był Tadeusz Höflinger). Funkcję sekretarza pełnił do 1939. 21 marca 1937 został wybrany do zarządu Polskich Towarzystw Śpiewaczych i Muzycznych we Lwowie. 13 marca 1938 Zjazd Delegatów we Lwowie przyznał mu godność członka honorowego Związku (tak samo został wyróżniony kpt. Rajmund Pragłowski. Jak delegat Związku Małopolskiego uczestniczył w Ogólnym Zebrania Delegatów Zjednoczenia Polskich Związków Śpiewaczych i Muzycznych 4 czerwca 1938 w Łodzi
Po wybuchu II wojny światowej, kampanii wrześniowej 1939 i agresji ZSRR na Polskę z 17 września 1939 został aresztowany przez Sowietów. Na wiosnę 1940 został zamordowany przez NKWD. Jego nazwisko znalazło się na tzw. Ukraińskiej Liście Katyńskiej opublikowanej w 1994 (został wymieniony na liście wywózkowej 55/5-8 oznaczony numerem 1021 i dosłownie określony jako Feliks Jeszt). Ofiary tej części zbrodni katyńskiej zostały pochowane na otwartym w 2012 Polskim Cmentarzu Wojennym w Kijowie-Bykowni.

## Ordery i odznaczenia
- Order Odrodzenia Polski[54]
- Złoty Krzyż Zasługi (19 marca 1931)[55][56]

- Brązowy Medal Jubileuszowy Pamiątkowy dla Sił Zbrojnych i Żandarmerii (Austro-Węgry, przed 1900)[23]
- Medal Jubileuszowy Pamiątkowy dla Cywilnych Funkcjonariuszów Państwowych (Austro-Węgry, przed 1900)[23]
- Krzyż Jubileuszowy dla Cywilnych Funkcjonariuszów Państwowych (Austro-Węgry, przed 1912)[9]